# Saint-Étienne-de-Chigny

Saint-Étienne-de-Chigny este o comună în departamentul Indre-et-Loire, Franța. În 1 ianuarie 2022 avea o populație de 1.595 de locuitori.